# Raquel

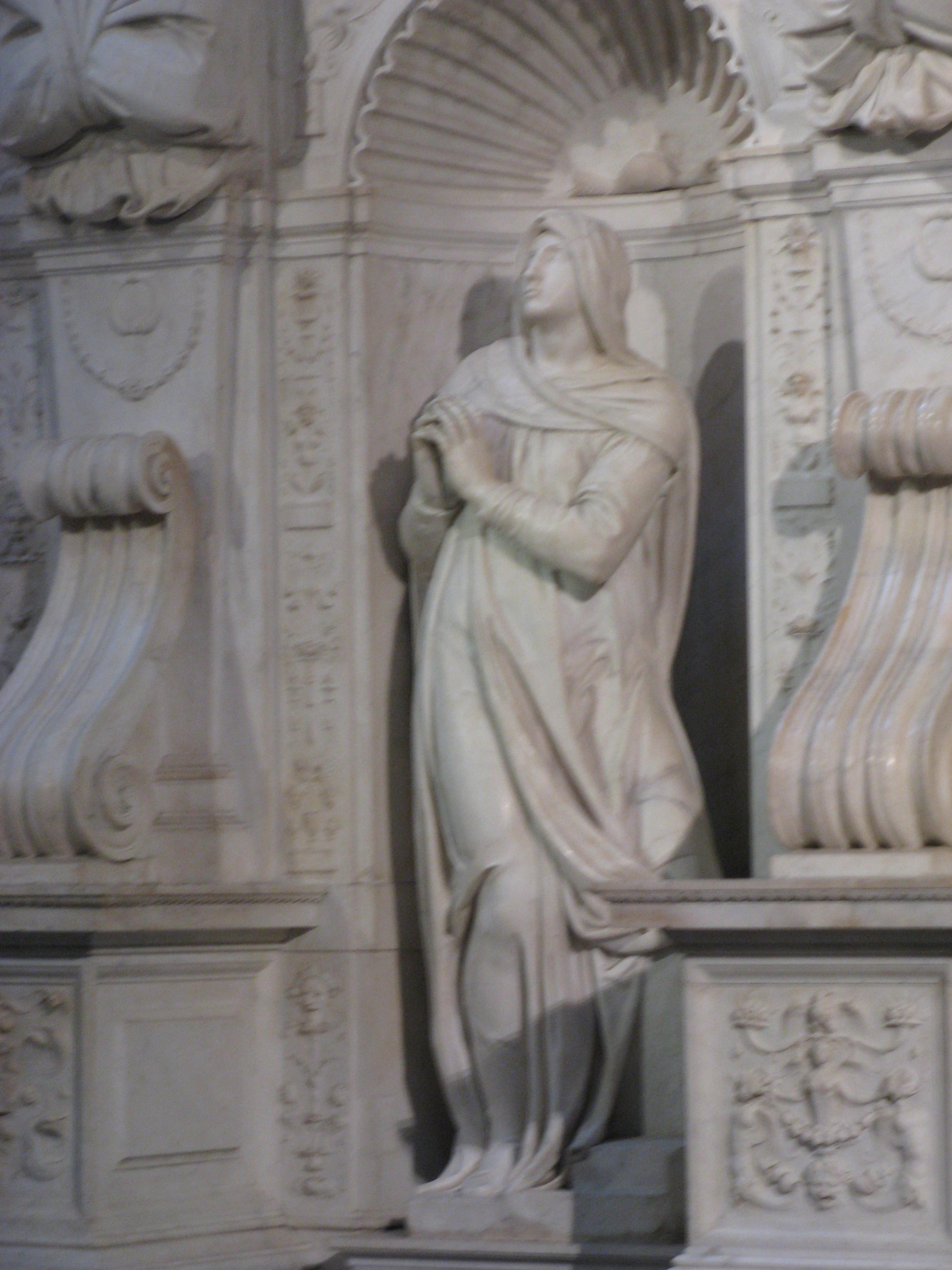
Raquel (escultura de Miguel Ángel).

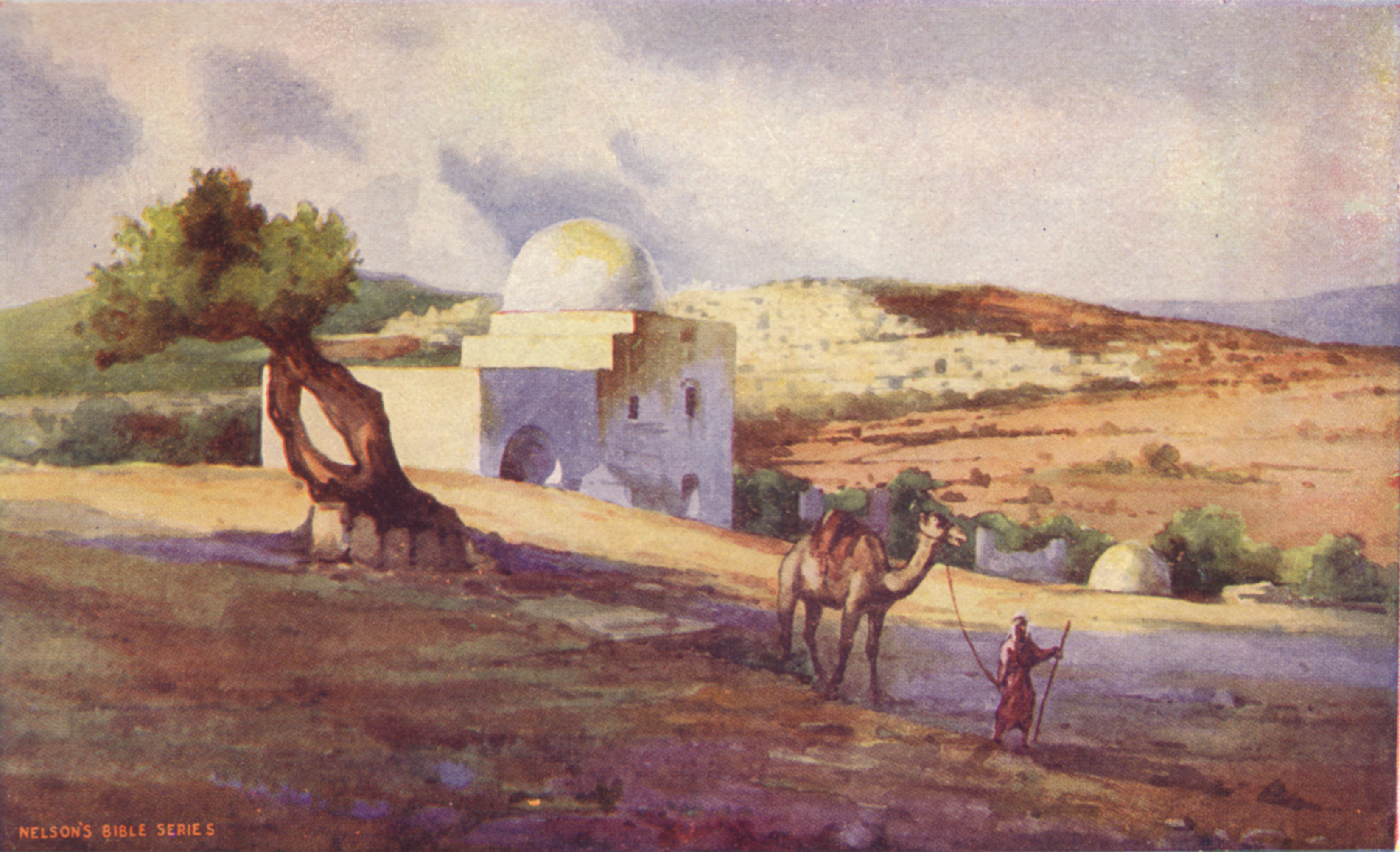
Tumba de Raquel, pintura al óleo de 1911.

Raquel (רחל, «oveja» en hebreo) fue esposa de su primo Jacob. Además fue la madre del patriarca José y de Benjamín. La hija menor de Labán, hermana  de Lea que también fue esposa de Jacob, aparece mencionada por primera vez en el Génesis de la Biblia.

## Historia
Cuando Jacob estaba huyendo de Esaú, su hermano (pues lo había engañado) llegó a la tierra de Harán en busca de su tío Labán, hermano de su madre Rebeca. Al llegar encontró un pozo con una roca encima y los pastores reunidos, y Jacob les dijo: Hermanos míos, ¿de dónde son? Y ellos respondieron: De Harán. Jacob preguntó: ¿Conocéis a Labán hijo de Nacor? Y ellos dijeron: Sí, le conocemos y he aquí Raquel su hija viene con las ovejas.
Génesis 29:4-6. 
Jacob apenas vio a Raquel se enamoró. Le dijo que era su primo, ella se alegró y fue corriendo a contarle a su padre. Jacob trabajó para Labán por un mes hasta que él le dijo: ¿Por ser tú mi familiar, me servirás sin pago? Dime tu salario. Labán tenía dos hijas: el nombre de la mayor era Lía, y el nombre de la menor, Raquel. Lía tenía ojos cansados, pero Raquel era de bello rostro y de hermosa apariencia, y Jacob le dijo: te serviré siete años con trabajo si me das a tu hija Raquel por esposa (Raquel también amaba a Jacob). A Labán le gustó la idea y aceptó. Pasaron los siete años y la Biblia dice que fueron como días de tanto que la amaba; cuando llegó el tiempo de entregar a Raquel a Jacob para consumar el matrimonio, en la noche de bodas fue a Lía a quién Labán llevó y no fue hasta la mañana que Jacob notó el engaño, pues Labán preparó todo para que Jacob no percibiera el cambio. Cuando Jacob descubrió el plan fraudulento fue a encarar a su tío/suegro y le dijo: ¿Por qué hiciste esto conmigo? ¿No te serví por Raquel? ¿Por qué me engañaste? Y Labán respondió: en esta tierra tenemos una ley, que no se entrega la hija menor antes de la mayor, pero mira, hagamos esto, cumple la semana de bodas de Lía y después te daré a Raquel también, pero tienes que trabajar para mi otros siete años. Jacob se casó con Raquel a la semana siguiente y trabajó los siete años restantes. 
El Midrash dice que Jacob y Raquel sospechaban de Labán y por ello los enamorados idearon una serie de señas con las que la novia cubierta se identificaría ante el novio. Todo cambió cuando Raquel, viendo que su hermana sería deshonrada en público cuando Jacob descubriera el engaño, le contó a ésta las señas acordadas, ya que las dos fueron obligadas a engañar a Jacob.
Así pues, durante los finalmente catorce años que Jacob trabajó para su tío, y dio a sus hijas sus sirvientas Bilha y Zilpa (se dice que eran hijas de Labán y una esclava), las cuales más adelante se convirtieron en concubinas de Jacob.
Cuando se presenta a Raquel en el texto (Génesis 29:17) se la describe cariñosamente como «de formas agraciadas y de hermosa apariencia» (hebreo: וְרָחֵל הָֽיְתָה יְפַת־תֹּאַר וִיפַת מַרְאֶה).
Mientras su hermana engendró rápidamente cuatro hijos, Raquel no pudo concebir durante muchos años. Entonces, siendo costumbre, ofreció a su marido su sirvienta Bilha, de la que nacieron dos hijos llamados Dan y Neftalí. Después Lía volvió a concebir y dio a luz dos niños más y una niña a Jacob; después de esto Raquel tuvo un hijo, José y dieciséis años después, durante el parto de su segundo hijo, antes de morir lo llamó "Benoni", que significa "hijo de mi dolor", pero Jacob lo cambió a Benjamín que significa "hijo de mi derecha", que Simboliza la Misericordia.
Fue enterrada por Jacob en el camino a Efrata, a las afueras de Belén. Actualmente, la tumba de Raquel es visitada por decenas de miles de turistas anualmente.
En Jeremías 31:15 el profeta habla de «Raquel que llora a sus hijos». Esto se interpreta en el Judaísmo como un llanto de Raquel por un fin para los sufrimientos de sus descendientes y los exilios que siguieron a la destrucción del Primer Templo de la antigua Jerusalén. Según el Midrash, Raquel habló ante Dios: «Traje a mi rival (Lía) a mi casa, ¿no puedes Tú perdonar a Tus hijos, que trajeron un simple ídolo de madera y piedra a Tu casa (el Templo de Jerusalén)?» Dios aceptó su súplica y prometió que, finalmente, el exilio terminaría y los judíos regresarían a su tierra.